# Колесо (театр, Киев)
Киевский академический театр «Колесо» (укр. Київський академічний театр «Колесо») — театр в Киеве, находится на Андреевском спуске.

## История театра
28 мая 1988 года Киевский театр «Колесо» открыл двери зрителям. Возглавляемый идейным вдохновителем Ириной Клищевской коллектив получил собственное помещение на Андреевском спуске. В 19 веке в этом доме жил подольский ювелир, в 20 — находились советские коммуналки. В перевоплощении жилого сооружения в театр приняли участие все работники театра — и работники служб, и актёры.
Сегодня театр «Колесо» это неотъемлемая часть культурной жизни Киева, любимым местом отдыха не только киевлян, но и многочисленных гостей столицы. Репертуар театра насчитывает 26 постановок. Среди них как классическая украинская («Шантрапа» П.Саксаганского) и мировая драматургия («Дама-невидимка» П.Кальдерона, «Месяц в деревне» И.Тургенева), так и произведения современных писателей («Эмма» Я.Стельмаха по роману Г.Флобера, «Портрет планеты» Ф.Дюрренматта, «OFF Граница» К.Илиева, «Terra inсоgnita» Г.Джеймс), фольклорно-этнографические («Вечерницы» Н.Жилинской и И.Клищевской, «В Киеве, на Подоле…»), авангардные («Каспар» и «Скандал с публикой» П.Хандке, «Женщины Моцарта» Ф.Миттерера) и традиционные спектакли («Игра на клавесине» Я.Стельмаха, «Азалия» И.Жамиака, «Мириам» О.Юрьева). В театре представлены почти все известные жанры: драма, комедия, детектив, мелодрама, фарс, моноспектакль, трагикомедия.
В «Колесе» существует две сценических площадки. Основная, на 70 мест, расположена на втором этаже театра. Такая камерность ошеломляет тех, кто впервые оказывается в театре, поскольку актёры пребывают на расстоянии вытянутой руки, зрители становятся свидетелями сокровенных процессов, которые происходят на кону. Второй сценой в «Колесе» считают кафе театра. На первом этаже в домашней атмосфере происходят спектакли, которые заставляют зрителей ощутить себя непосредственными участниками спектакля («Страсти дома господина Г.-П.» О.Пчилки, «Любить, пылать и быть таким, как раньше…» Ж.Беранже).
За почти двадцатилетнюю историю существования театр принял участие в большом количестве фестивалей и проектов, побывав в разных странах мира: Англии, США, Румынии, Франции, Польши, Албании, Швеции, Югославии, Болгарии, России, Белоруссии, Турции, Македонии и многих других.

## Персоналии
Труппа театра состоит из 16 профессиональных актёров, ещё 6 работают по приглашению. Среди них есть и те, кто пришёл в театр почти 20 лет назад: Валентина Бойко, Галина Зражевская, Олег Лепенец, Александр Бирюков и Вадим Лялько, и конечно, человек, который на протяжении этих лет вдохновенно управляет коллективом — заслуженная артистка Украины Ирина Клищевская.

## Репертуар
- Генералы в юбках
- Страсти дома Господина Г.-П.
- Азалия
- Эмма
- Любить, пылать и быть таким, как раньше…
- Каспар
- Мнимо больной
- Terra Incognita
- Шантрапа
- Мириам
- Дама-невидимка
- Лика
- «Чинзано» и День рождения Смирновой
- Кавказская рулетка
- Скандал с публикой
- Случай в «Отеле Дю Комерс»
- Триптих для двоих
- Вечерницы
- Бывшие дела
- Портрет планеты
- Чудо Пиаф
- Игра на клавесине
- В Киеве, на Подоле… или «Где Вы сохните Бельё?»
- Месяц в деревне
- Женщины Моцарта
- OFF Граница
- Я жду тебя, любимый!..
- Ночь любви